# Agromyza aristata
Agromyza aristata är en tvåvingeart som beskrevs av Malloch 1915. Agromyza aristata ingår i släktet Agromyza och familjen minerarflugor. Inga underarter finns listade i Catalogue of Life.